# Dendrolimus tabulaeformis
Dendrolimus tabulaeformis là một loài côn trùng trong họ Lasiocampidae. Loài này được Tsai & Lui miêu tả khoa học đầu tiên.
Đây là loài gây hại của các cây trong chi Pinus, phát triển phổ biến ở Trung Quốc.